# 看護師国家試験問題漏洩事件
看護師国家試験問題漏洩事件（かんごしこっかしけんもんだいろうえいじけん）とは、2009年に起きた事件。

## 事件概要
2009年2月22日に看護師国家試験が行われたが、本番の試験が行われる前の1月30日と2月16日の2回にわたり、試験委員として看護師国家試験の問題作成に関与していたJA広島厚生連尾道看護専門学校副校長（当時49歳）が通常の授業外に学生たちに自ら作成した問題で模擬試験を実施した。国家試験は240問が出題されていたが、計72問（1月30日の模擬試験で165問中1問、2月16日の模擬試験で200問中71問）は模擬試験の問題と似ていた。計72問のうち51問は選択肢もほぼ同じであった。
2月17日ごろに学生8人が「副校長から『この問題が国家試験に出る』と言われた」と教員に相談したため、学内で発覚した。専門学校の事実上のトップであった副校長は事務長と相談の上、試験翌日の2月23日になって事務長から校長を兼務するJA尾道総合病院長らに報告した。
試験委員は学内で国家試験対策にあたらないことを条件として任命されており、試験委員の会議ではメモや問題用紙の持ち帰りを禁じている。副校長は学生全員を100%合格させることを動機として、試験問題の72問を記憶した上で本番の試験の前に模擬試験の実施という形で試験問題を漏洩した。
看護師国家試験で問題作成に関与した副校長は3月26日付に厚生労働省から試験委員を免職となる懲戒処分を受け、同年4月9日に学校から諭旨免職となった。
JA広島厚生連尾道看護専門学校の受験生33人は全員合格していた。試験問題漏えいを受け、漏洩問題である72問を除いた168問の正答率で採点し直したが、受験生33人が正答率が合格水準に達していたため、33人全員を合格とした。
2009年4月20日、元副校長は保健師助産師看護師法違反（試験委員の不正行為）容疑で厚生労働省から告発された。翌2010年2月24日、元副校長に対して罰金30万円の略式命令が言い渡された。